# Chaetosphaeria fusiformis
Chaetosphaeria fusiformis är en svampart som beskrevs av W. Gams & Hol.-Jech. 1981. Chaetosphaeria fusiformis ingår i släktet Chaetosphaeria och familjen Chaetosphaeriaceae.   Inga underarter finns listade i Catalogue of Life.